# Guillaume Herincx

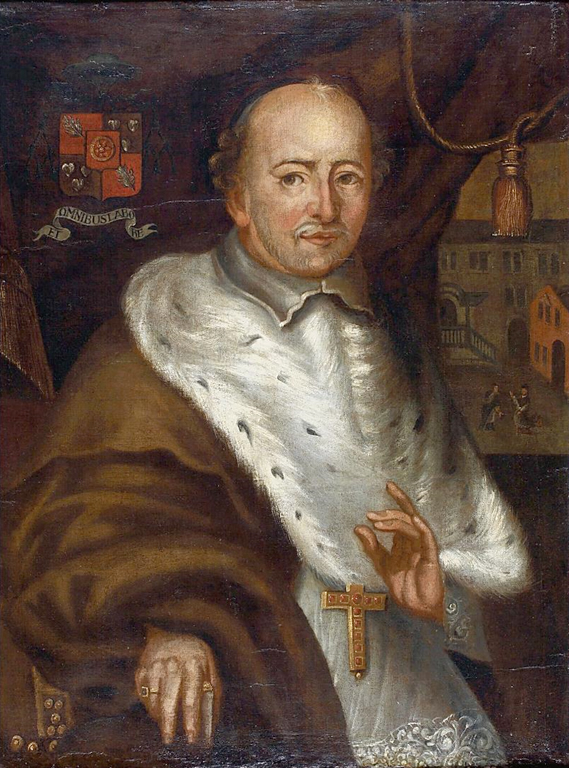
Guillaume Herincx

Guillaume Herincx ou Willem Herincx (Helmond, 3 de outubro de 1621 – Ypres, 17 de agosto de 1678) foi um franciscano, professor, teólogo e bispo dos Países Baixos.
Nasceu em uma família descendente dos senhores de Heusden e Heesbeen, que ingressou na grande burguesia (patriciado) de 's-Hertogenbosch, sendo atestada na cidade desde o início do século XV, e produzindo vários ricos tintureiros, administradores públicos e conselheiros municipais. Seu bisavô Hendrik Willems Herincx mudou-se para Helmond, onde ingressou na burguesia, foi conselheiro, comerciante de tecidos, tintureiro e várias vezes reitor da Guilda dos Tintureiros; seu avô Judocus também foi um tintureiro bem sucedido, e seu pai Henrick, casado com Margaretha van Eewijck, foi comerciante e mestre tintureiro, além de por longos anos ter auxiliado a Igreja de Sint Lambrecht na função de sacristão.
Guillaume estudou em 's-Hertogenbosch e na Universidade de Louvain, onde dedicou-se aos clássicos e obteve o grau de Doutor em Filosofia. Ao fim do curso decidiu abraçar a vida religiosa, ingressando na Ordem dos Franciscanos. Em 1653 foi indicado professor de Teologia em Louvain, e após 15 anos de ensino recebeu o título de Lector Jubilate, equivalente a Doutor em Teologia. Foi ministro provincial duas vezes, definidor geral, comissário geral da Germânia Inferior, teólogo e autor de tratados, entre eles uma obra didática, Summa theologica scholastica et moralis (1660-1663), para uso nas escolas franciscanas, que segundo Servais Dirks teve uma recepção excepcionalmente favorável, mas De conscientia é tido como sua obra-prima, onde desenvolve os princípios da escola probabilística com o auxílio de argumentos de São Tomás de Aquino, São Boaventura, Santo Antônio e Duns Scotus.
Foi nomeado bispo de Ypres em 1677, consagrado em 24 de outubro do mesmo ano em Bruxelas, mas faleceu antes de completar um ano de pontificado, período em que fez visitas pastorais e aliando-se aos Jesuítas combateu o Jansenismo. Após sua morte foi encontrada em seu quarto uma carta do papa dizendo que havia sido promovido a cardeal. É considerado um dos mais destacados e influentes teólogos dos Países Baixos.